# The Nab Head

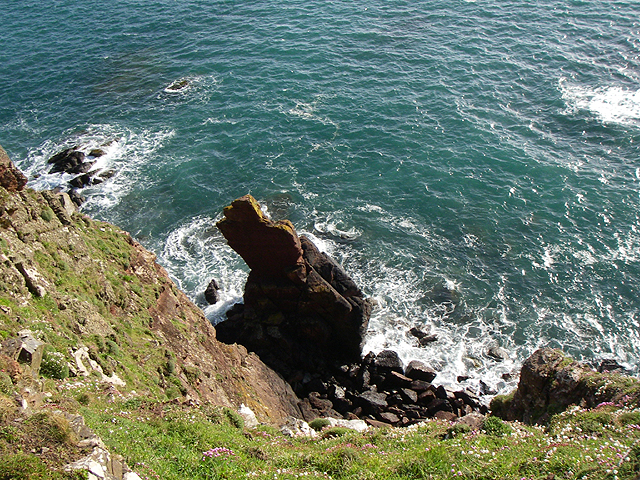
Heutige Steilküste am Nab Head

The Nab Head ist eine archäologische Fundstätte in Wales, an der sich um 8500 v. Chr. Mesolithiker aufhielten. Zu dieser Zeit lag die Felsnase allerdings noch nicht an der Küste, an der St Brides Bay, sondern etwa 6 km im Inland. Von dort hatte man einen Überblick über eine weite Küstenebene.
Zwar wurden keine Siedlungsspuren entdeckt, jedoch Tausende von Steinwerkzeugen wie Mikrolithen, Bohrer, Schaber zum Säubern von Häuten, dazu zahlreiche Abfälle aus der Steinbearbeitung. Es handelt sich fast ausschließlich um Flint. Hinzu kommen mehr als 700 durchbohrte Schieferperlen, die sich zwischen den Werkzeugabfällen fanden. Von den Perlen wird angenommen, dass sie als Symbol des Status der Träger oder Trägerinnen galten. Die Stelle wurde bis ins späte Mesolithikum genutzt, sie wurde als eine Art Produktionsstätte gedeutet. Auf einer Fläche von 195 m² fanden sich insgesamt 31.797 Artefakte mit 603 identifizierbaren Werkzeugen. Dabei wurden drei Tätigkeitszonen ermittelt, die möglicherweise markiert und von nachfolgenden Nutzern der Stätte respektiert wurden. Auch ließ sich ein nutzungsleerer Bereich mit einem Durchmesser von 5 m nachweisen. Andrew David vermutete, dass sich dort eine Hütte befand. Aus dem Spätmesolithikum stammt der (mögliche) Überrest einer Abfallgrube.
Gegraben wurde an der Fundstätte ab 1925, zunächst unter Leitung von Gordon Williams.